# Alexander Stepanov

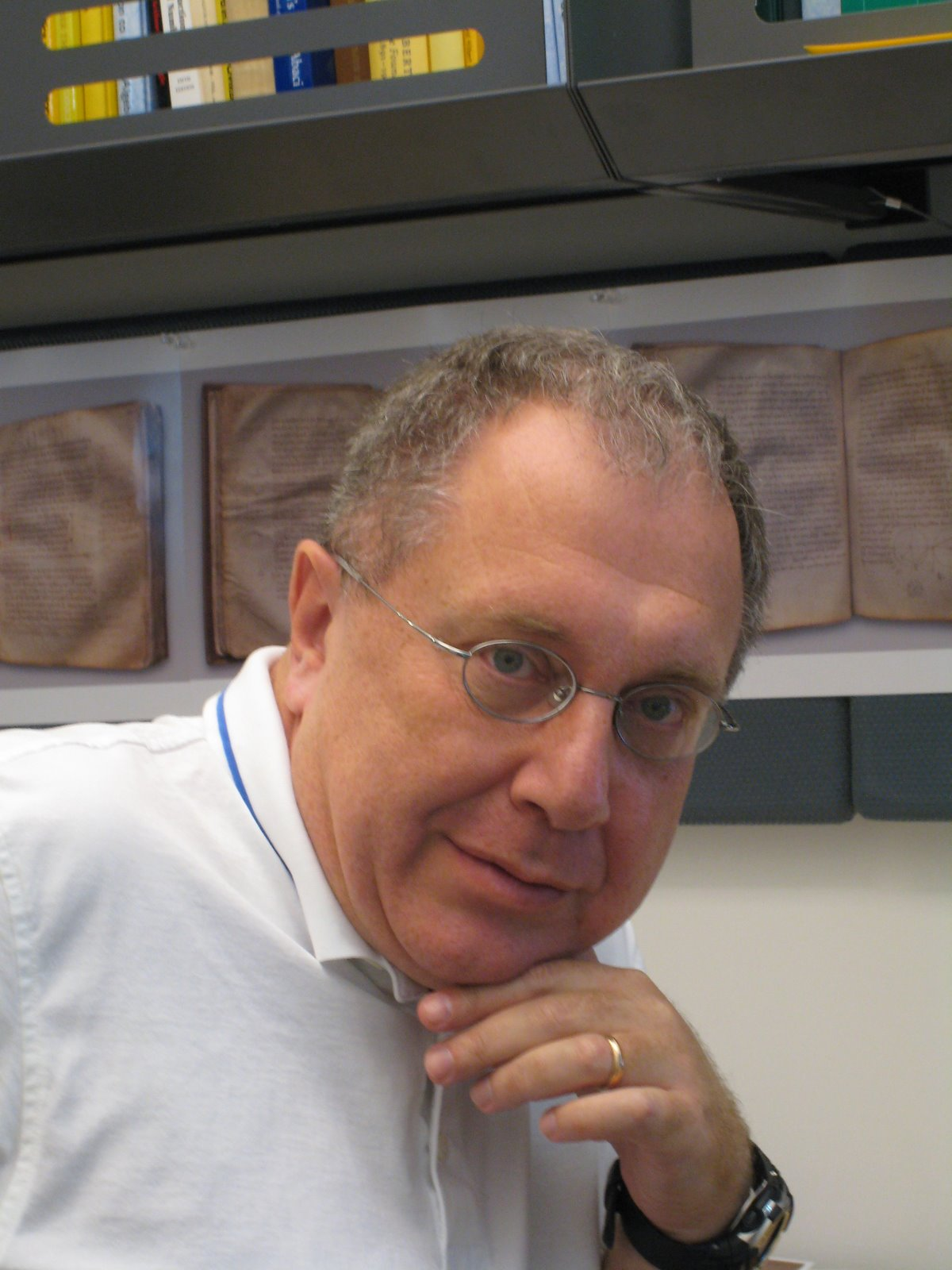
Alexander Stepanov

Alexander Stepanov (Russisch: Александр Александрович Степанов, Aleksandr Aleksandrovitsj Stepanov) (Moskou, 16 november, 1950) is de voornaamste ontwerper en implementator van de C++ Standard Template Library, die hij rond 1992, terwijl hij in dienst was bij HP Labs, begon te ontwikkelen. Hij was eerder werkzaam bij Bell Labs waar Andrew Koenig zijn collega was. Hij probeerde Bjarne Stroustrup te overtuigen om iets van de genericiteit van de programmeertaal Ada in C++ in te voeren.